# Marcano
Marcano è un comune del Venezuela situato nello Stato federato di Nueva Esparta.
Il capoluogo del comune è la città di Juan Griego.